# Kurzbahnweltmeisterschaften 2022
Die 16. Kurzbahnweltmeisterschaften im Schwimmen fanden vom 13. bis zum 18. Dezember 2022 in Melbourne in Australien statt und wurden vom internationalen Schwimmverband FINA veranstaltet. Der Veranstaltungsort war das Melbourne Sports and Aquatic Centre.
Die Vergabe der 16. Kurzbahnweltmeisterschaften erfolgte zuerst nach Kasan in Russland, wo bereits die  Schwimmweltmeisterschaften 2015 stattgefunden hatten. Im März 2022 sperrte die FINA wegen des russischen Überfalls auf die Ukraine Sportler aus Russland und Belarus für alle Veranstaltungen, wodurch eine Neuvergabe der Kurzbahnweltmeisterschaften erforderlich wurde.
Es wurden 13 Weltrekorde aufgestellt, davon 11 in Staffeln.

## Medaillenspiegel
| Platz | Land                   | Gold | Silber | Bronze | Gesamt |
| ----- | ---------------------- | ---- | ------ | ------ | ------ |
| 1     | Vereinigte Staaten     | 17   | 13     | 6      | 36     |
| 2     | Australien             | 13   | 8      | 5      | 26     |
| 3     | Italien                | 5    | 6      | 5      | 16     |
| 4     | Kanada                 | 3    | 4      | 7      | 14     |
| 5     | Südafrika              | 3    | 1      | 1      | 5      |
| 6     | Japan                  | 2    | 2      | 2      | 6      |
| 7     | Frankreich             | 1    | 3      | 1      | 5      |
| 8     | Niederlande            | 1    | 1      | 6      | 8      |
| 9     | Hongkong               | 1    | 1      | 0      | 2      |
| 10    | Litauen                | 1    | 0      | 1      | 2      |
| 11    | Brasilien              | 1    | 0      | 0      | 1      |
| 11    | Cayman Islands         | 1    | 0      | 0      | 1      |
| 11    | Südkorea               | 1    | 0      | 0      | 1      |
| 14    | Neuseeland             | 0    | 2      | 0      | 2      |
| 15    | Vereinigtes Königreich | 0    | 1      | 3      | 4      |
| 16    | Norwegen               | 0    | 1      | 1      | 2      |
| 16    | Polen                  | 0    | 1      | 1      | 2      |
| 16    | Schweiz                | 0    | 1      | 1      | 2      |
| 19    | Rumänien               | 0    | 1      | 0      | 1      |
| 20    | Schweden               | 0    | 0      | 3      | 3      |
| 21    | Volksrepublik China    | 0    | 0      | 2      | 2      |
| 21    | Deutschland            | 0    | 0      | 2      | 2      |
| 23    | Ungarn                 | 0    | 0      | 1      | 1      |
| 23    | Trinidad und Tobago    | 0    | 0      | 1      | 1      |

## Ergebnisse Männer

### Freistil

#### 50 m Freistil
Finale am 17. Dezember 2022

#### 100 m Freistil
Finale am 15. Dezember 2022

#### 200 m Freistil
Finale am 18. Dezember 2022

#### 400 m Freistil
Finale am 15. Dezember 2022

#### 800 m Freistil
Finale am 17. Dezember 2022

#### 1500 m Freistil
Finale am 13. Dezember 2022

### Schmetterling

#### 50 m Schmetterling
Finale am 14. Dezember 2022

#### 100 m Schmetterling
Finale am 18. Dezember 2022

#### 200 m Schmetterling
Finale am 15. Dezember 2022

### Rücken

#### 50 m Rücken
Finale am 16. Dezember 2022

#### 100 m Rücken
Finale am 14. Dezember 2022

#### 200 m Rücken
Finale am 18. Dezember 2022

### Brust

#### 50 m Brust
Finale am 18. Dezember 2022

#### 100 m Brust
Finale am 15. Dezember 2022

#### 200 m Brust
Finale am 16. Dezember 2022

### Lagen

#### 100 m Lagen
Finale am 16. Dezember 2022

#### 200 m Lagen
Finale am 13. Dezember 2022

#### 400 m Lagen
Finale am 17. Dezember 2022

### Staffeln

#### 4 × 50 m Freistil
Finale am 15. Dezember 2022

#### 4 × 100 m Freistil
Finale am 13. Dezember 2022

#### 4 × 200 m Freistil
Finale am 16. Dezember 2022

#### 4 × 50 m Lagen
Finale am 17. Dezember 2022

#### 4 × 100 m Lagen
Finale am 18. Dezember 2022

## Ergebnisse Frauen

### Freistil

#### 50 m Freistil
Finale am 17. Dezember 2022

#### 100 m Freistil
Finale am 15. Dezember 2022

#### 200 m Freistil
Finale am 18. Dezember 2022

#### 400 m Freistil
Finale am 13. Dezember 2022

#### 800 m Freistil
Finale am 14. Dezember 2022

#### 1500 m Freistil
Finale am 16. Dezember 2022

### Schmetterling

#### 50 m Schmetterling
Finale am 14. Dezember 2022

#### 100 m Schmetterling
Finale am 18. Dezember 2022

#### 200 m Schmetterling
Finale am 15. Dezember 2022

### Rücken

#### 50 m Rücken
Finale am 16. Dezember 2022

#### 100 m Rücken
Finale am 14. Dezember 2022

#### 200 m Rücken
Finale am 18. Dezember 2022

### Brust

#### 50 m Brust
Finale am 18. Dezember 2022
Im Halbfinale stellte Rūta Meilutytė in 28,37 s einen neuen Weltrekord auf.

#### 100 m Brust
Finale am 15. Dezember 2022

#### 200 m Brust
Finale am 16. Dezember 2022

### Lagen

#### 100 m Lagen
Finale am 16. Dezember 2022

#### 200 m Lagen
Finale am 13. Dezember 2022

#### 400 m Lagen
Finale am 17. Dezember 2022

### Staffeln

#### 4 × 50 m Freistil
Finale am 15. Dezember 2022

#### 4 × 100 m Freistil
Finale am 13. Dezember 2022

#### 4 × 200 m Freistil
Finale am 14. Dezember 2022

#### 4 × 50 m Lagen
Finale am 17. Dezember 2022

#### 4 × 100 m Lagen
Finale am 18. Dezember 2022

## Ergebnisse Mixed-Staffeln

### 4 × 50 m Freistil
Finale am 16. Dezember 2022

### 4 × 50 m Lagen
Finale am 14. Dezember 2022